# Chim chuột đầu trắng

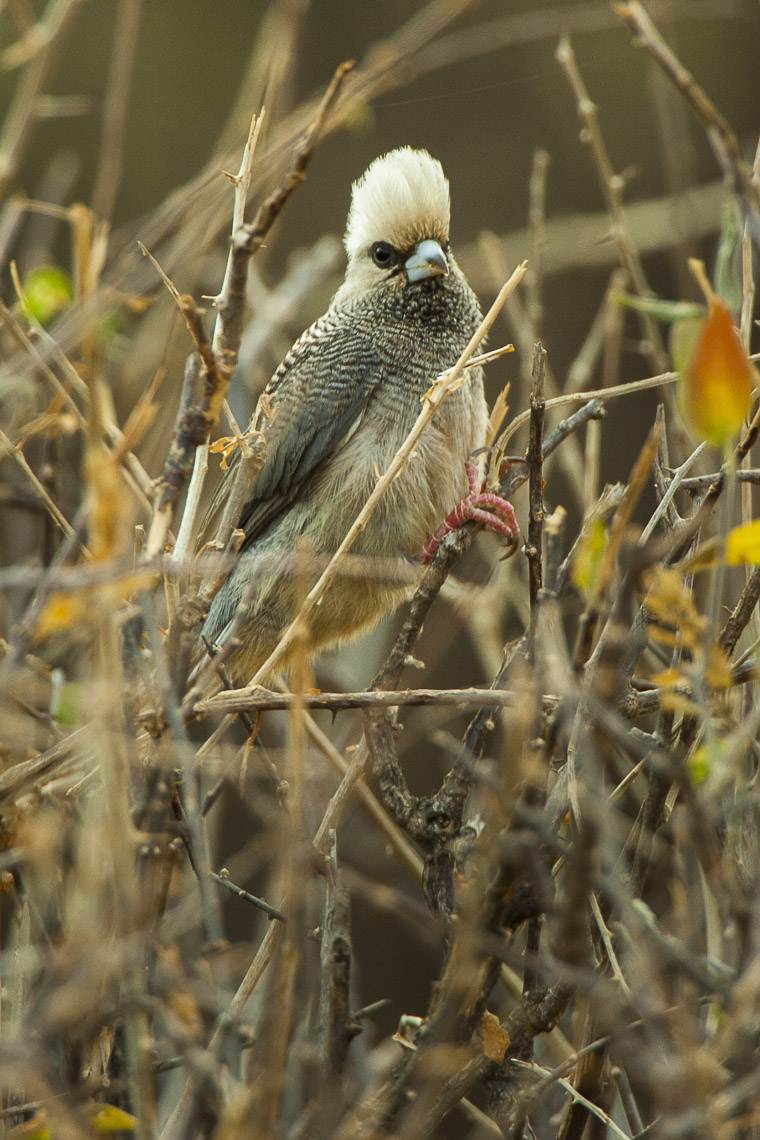

Chim chuột đầu trắng, tên khoa học Colius leucocephalus, là một loài chim trong họ Coliidae.